# Dmuchawce, latawce, wiatr
Dmuchawce, latawce, wiatr è il secondo singolo della cantante pop rock ceca Ewa Farna estratto dal suo quarto album di studio Cicho.

## Classifiche
| Classifica (2009)      | Posizione massima |
| ---------------------- | ----------------- |
| Polish Singles Chart   | 12                |
| European Singles Chart | 130               |